# Dreapta lui Simson

Punctele L, M, N sunt coliniare, formând dreapta lui Simson în raport cu punctul P

În geometrie, dreapta lui Simson a triunghiului ABC în raport cu punctul P, situat pe cercul circumscris triunghiului, este linia care unește proiecțiile punctului pe laturile triunghiului.
Denumirea acestei drepte este legată în mod eronat de numele lui Robert Simson, teorema corespunzătoare fiind stabilită de William Wallace.

## Demonstrația existenței
Teorema 1. Proiecțiile ortogonale ale unui punct P de pe cercul circumscris triunghiului ABC pe laturile acestuia sunt coliniare.
Demonstrație. Fie {\displaystyle M=pr_{BC}P,\;L=pr_{CA}P,\;N=pr_{AB}P}.
Patrulaterele PLAN, PMNB și PLCM sunt inscriptibile.